# C.C. (Code Geass)
C.C. (シー･ツー Shī･Tsū?), o llamada también C2, es un personaje de la serie Code Geass y de Code Geass R2. Fue la persona con la que Lelouch hizo el contrato para obtener el Geass.

## Habilidades
C.C. es una joven hermosa de complexión delgada, con un cuerpo muy delicado, de piel blanca, cabello largo color verde limón claro y ojos color amarillo, que sobresalen con su belleza.
Posee la cualidad de regenerarse de todo tipo de heridas (incluyendo aquellas que pueden matar a un ser vivo). Al ser una autodenominada bruja, C.C. posee la habilidad de efectuar contratos con cualquier ser humano al cual dota de un enigmático poder llamado Geass. El Geass otorga al poseedor, el poder de realizar su mayor deseo (en el caso de Mao fue la habilidad de la lectura mental mientras que en el caso de Lelouch fue la habilidad de la hipnosis al contacto visual). Otra de sus aparentes cualidades es la de poder ver la mente de la persona que entre en contacto físico con su cuerpo o con el solo hecho de tocar un trozo de la prenda que ella traiga puesta en ese momento. Además, ella tiene la habilidad de aparecer de forma holográfica, pero esto ocurre muy esporádicamente.

## Personalidad
C.C. a menudo suele hablar en sentido despreocupado; en un tono entre enigmático y burlón lo que la hace todavía más misteriosa de lo que es. Aun así posee un corazón amable debido muy seguramente a las experiencias vividas anteriormente a conocer a Lelouch Vi Britannia(también llamado Lelouch Lamperouge, ya que se cambió el nombre). Aparentemente, ella tuvo muy buenas relaciones con Marianne Vi Britannia, la madre de este último que aparece en las visiones que ella transmite cuando alguien la toca. Suele a menudo hablar en sentido despectivo hacia ella misma ya que se culpa muchas veces del daño que ha ocasionado a aquellos a quienes les transmitió el Geass (Mao fue una de estas personas) así como también de las muertes de aquellas personas a quienes conoció en el pasado.

## Historia

### Obteniendo el Geass
Cientos de años atrás (antes del inicio de la serie), C.C. era una esclava de 10 años de edad que se fugó de sus amos al parecer porque la maltrataban. Al huir del lugar, llegó a una iglesia donde conoció a una monja la cual se compadeció de su estado y por ello, decide hacer el "contrato del Geass" con C.C.. Al hacer el "contrato", ella recibe un Geass que le permite ser "amada" por otras personas. Con el correr de los años, su Geass le permite hacerse respetar y por ende adquiere cierta reputación entre la gente. Al ir usando su Geass, este fue ganando poder. Al final, la monja que se lo entregó decide acabar con el "contrato": el poseedor del Geass debe matar a quien se lo entregó, obteniendo así el "Code", la inmortalidad y la capacidad de ofrecer el Geass, pero pierde la capacidad de usar el Geass.

### Code Geass
C.C. aparece en primer episodio de la serie. Ella estaba siendo retenida en el Área 11 donde el general Bartley estaba realizando experimentos sobre su inmortal cuerpo. Encerrada en una cápsula hermética y vestida con una camisa de fuerza, la bruja fue robada por la resistencia del gueto de Shinjuku de manera equivocada, asumiendo que dentro de la cápsula hay un arma química (gas venenoso). La cápsula se abre cuando Lelouch y Suzaku se encuentran dentro del camión de la resistencia. La bruja sale y es atendida por los jóvenes. Al llegar el superior de Suzaku, le ordena que mate a Lelouch. Suzaku se niega y su jefe le dispara. Segundos después, ellos logran escapar después de que la cabina del camión explotara. Tras escapar unos metros Lelouch queda atrapado y está por ser fusilado cuando C.C. se interpone y recibe el disparo. Después de ser disparada, la bruja le ofrece el contrato del geass a Lelouch, quien lo acepta.
Reaparece 4 episodios después instalándose en la habitación de Lelouch del consejo estudiantil y asumiendo el rol de cómplice de éste. Ayuda a Lelouch cuando está en aprietos y lo protege siempre que puede. Entra en la Orden de los Caballeros Negros, sin tener un puesto fijo.
Le revela a Lelouch la identidad de Mao y del contrato que tuvieron. Mao la cita para hablar con ella. Una vez juntos, intenta llevársela a Australia. Primero, la inmoviliza disparándole en las extremidades, y luego, busca una motosierra para cortala y hacerla "compacta". Lelouch la salva engañando a Mao y ambos escapan. Luego, Mao idea un juego perverso en donde la vida de Nunnally corría peligro. Después de que Lelouch y Suzaku trabajaran juntos para frustrar el plan, C.C. asesina a Mao de un disparo en el cuello.
Luego de que Lelouch robara el Gawain, se convierte en su piloto y en quién controla el frame mientras Lelouch dirige el combate desde el segundo asiento. Realiza un ataque suicida con el Gawain contra el Siefgried de Jeremiah en el final de la primera temporada, no sin antes darle un beso a Lelouch dándole ánimos para que salve a su hermana.

### Code Geass: Akito the Exiled
C.C hace una aparición en la historia de Leila Malcal, remontando a su infancia. En aquel tiempo, mientras C.C estaba buscando con quien ejercer un pacto (preferentemente, antes de su encuentro con Mao), era conocida como "La Bruja del Bosque", quien salva a Leila de ahogarse en el lago helado ante la vista de varios monjes. Al final, C.C le pregunta si quiere vivir, a lo que Leila acepta recibiendo el Geass por parte de C.C con un solo deseo: acabar con el statu quo. Sin embargo, C.C. se dio cuenta de que Leila era muy joven para utilizar este poder y le dio un tiempo (hasta antes de ser adulta) si quería utilizarlo o no, de lo contrario, perdería la oportunidad de usarlo para siempre. A pesar de la fecha, Leila nunca ha usado este Geass que le dio C.C porque sigue la prognósis de usarlo solo para proteger a alguien importante para ella.

### Code Geass R2
Lidera un plan con Urabe y Kallen para "revivir" a Zero. Logra llegar a Lelouch en Torre Babel. Después de ser herida y caer en los brazos de Lelouch, lo besa y así, lo hace recuperar sus recuerdos. Suplanta a Lelouch en el regreso de Zero por televisión y negocia con Li Xingke en la embajada de la Federación China. 
Logrando una posición fija como ayudante de Zero dentro de la Orden de los Caballeros Negros y piloto de Knightmare, permanece en el Ikaruga (nave insignia de la Orden). Lucha con su Akatsuki rosa contra la Federación China y en el asalto al culto. Estuvo a punto de morir a manos de Charles pero Lelouch lo impidió promotiéndolo morir con una sonrisa. Al escuchar esto, C.C. deja a Charles y ayuda Lelouch a escapar del mundo de C y, a la vez, sella su código dejando de ser C.C. y regresando a ser la joven esclava que era antes de realizar el contrato de su Geass.
C.C. regresa a la realidad gracias a Marianne Vi Britannia (Marianne usaba el cuerpo de Anya Alstreim, donde su alma residía), quien abre su código. C.C. se dirige a la conexión al Ragnarok en donde Charles y Marianne la esperaban para cooperar con el plan. La joven bruja entra con Suzaku y desaprueba el plan.
Después de que Lelouch eliminara a sus padres y se estableciera en el trono, pasa a tener un perfil mucho menor que antes. Simplemente acompaña a su cómplice a donde se dirige. Pilota el Lancelot Frontier contra el Guren dándole tiempo a Lelouch para escapar con Suzaku y cumplir el Zero Réquiem. En el final, se la ve llorando por la muerte de su cómplice y cierra la serie donde habla sola sobre el Geass y termina con la frase: "¿No lo crees, Lelouch?".